# Tamovice

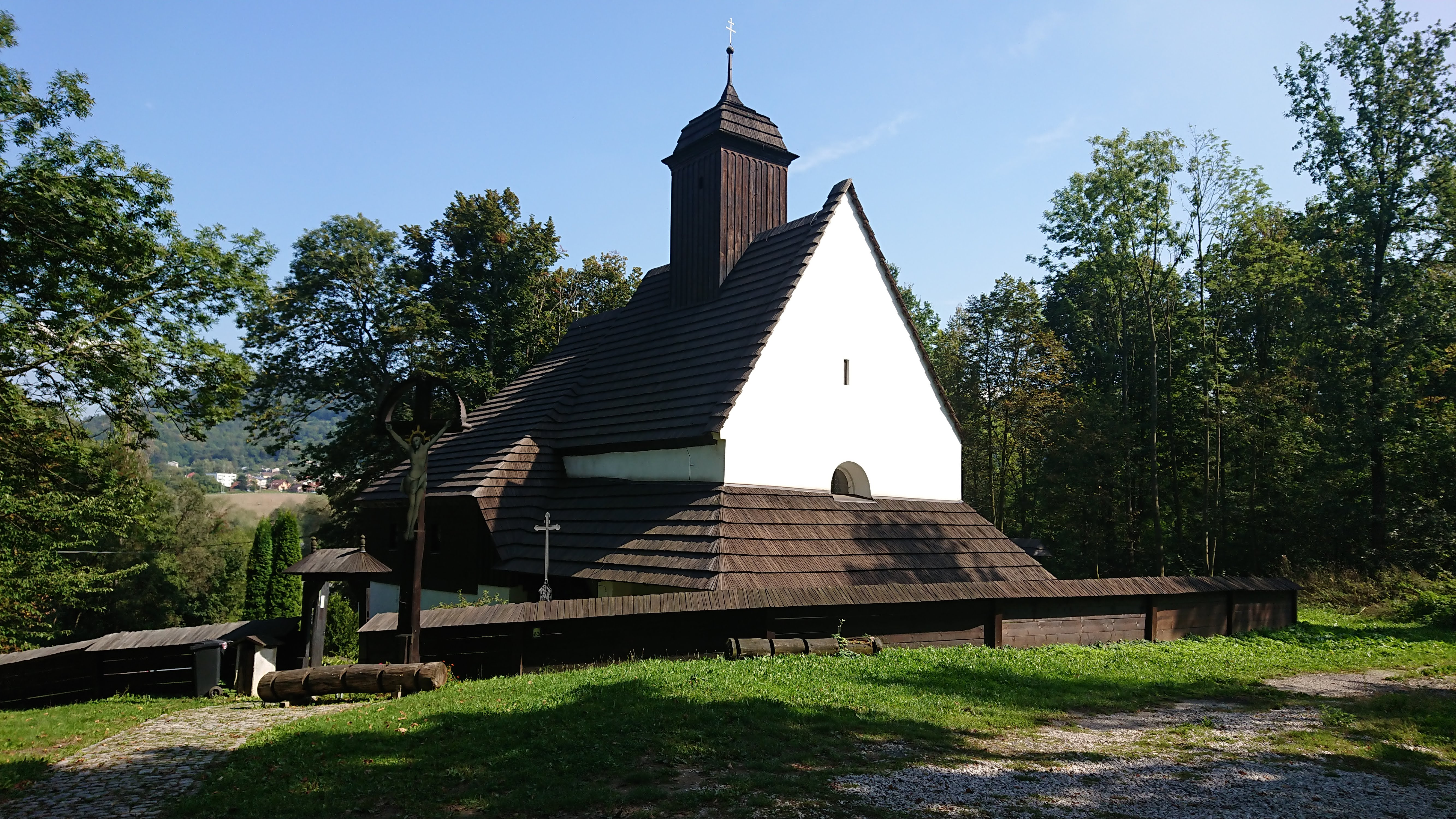
Kirche der hl. Katharina

Tamovice (deutsch Tannendorf) ist eine Einschicht der Stadt Štramberk in Tschechien. Sie liegt anderthalb Kilometer westlich von Štramberk und gehört zum Okres Nový Jičín. An ihrer Stelle bestand bis ins 16. Jahrhundert das Dorf Tannowitz.

## Geographie
Tamovice befindet sich im Tal des Baches Sedlnice (Sedlnitz) in der Štramberská vrchovina (Stramberger Bergland). Östlich erheben sich der Zámecký vrch (509 m n.m.) mit der Burgruine Štramberk und die Bílá hora (557 m n.m.), im Südosten der Kotouč (511 m n.m.), südwestlich der Holivák (485 m n.m.) und der Kocmínek (477 m n.m.) sowie im Nordwesten die Libhošťská hůrka (494 m n.m.). Der Ort liegt auf dem Gebiet des Naturparks Podbeskydí.
Nachbarorte sind Rybské Paseky im Norden, Na Kanadě und Štramberk im Osten, Libotínské Paseky im Süden, Životice u Nového Jičína und Žilina im Südwesten sowie Rybí im Westen.

## Geschichte
Der Legende nach soll Tannendorf im Jahre 1241 während der mongolischen Belagerung der Burg Stralenberg von den Fluten der Sedlnitz weggerissen worden sein, als in der Nacht zum Himmelfahrtstag während eines Platzregens sämtliche Teichdämme zwischen Štramberk und Ženklava von den Landbewohnern durchgestochen und dadurch das Lager der Mongolen überflutet wurde. Die Bewohner von Tannendorf sollen ihr altes Dorf nicht mehr aufgebaut haben und sich stattdessen bachabwärts – an der Stelle, wo die Fluten die Reste des Mongolenlagers und ihrer Häuser angespült hatten – angesiedelt und das Dorf Sawersdorf gegründet haben.
Das Dorf wurde wahrscheinlich im 14. Jahrhundert während des Landesausbaus durch die Herren von Krawarn angelegt und gehörte ursprünglich zur Burg Stralenberg. Als Latzek (I.) von Krawarn auf Helfenstein 1411 seine Stralenberger Untertanen von Heimfall befreite, ist Tannendorf nicht unter den zur Burg gehörigen 16 Dörfern aufgeführt. Der Bau der Kirche erfolgte in der Mitte des 15. Jahrhunderts auf einem alten Begräbnisplatz.
Nach dem Tod des Viktorin von Zierotin teilten sich 1533 dessen beide Söhne das Erbe; Wilhelm erhielt Alttitschein, seinem Bruder Friedrich fiel Neutitschein mit der Burg und dem Städtchen Stramberg sowie Tannowitz und weiteren zehn Dörfern zu. 1558 kaufte sich die Stadt Neutitschein frei und erwarb zudem auch Stramberg und die elf Dörfer. Zu dieser Zeit sind im Urbar für Tannowitz drei Bauern und ein Gärtner aufgeführt. Dies ist zugleich die letzte Erwähnung des Dorfes.
In der zweiten Hälfte des 16. Jahrhunderts erlosch das Dorf; erhalten blieb nur die Pfarrkirche, die im 17. Jahrhundert zur Filial- und Begräbniskirche von Sawersdorf wurde. Die Gründe des Untergangs sind nicht bekannt; möglicherweise wurde das wenig einträgliche Dorf durch die Grundherrschaft aufgelöst oder bei einer Flut der Sedlnice zerstört. An der Stelle des erloschenen Dorfes ließ die Herrschaft Neutitschein einen zum Gut Stramberg gehörigen Meierhof anlegen. Spätestens in der Mitte des 18. Jahrhunderts entstand eine Wassermühle, sie ist in der Josephinischen Landesaufnahme von 1764–1768 eingezeichnet.
Im Jahre 1835 bestand die nach Stramberg konskribierte Einschicht Tannenberg aus dem herrschaftlichen Meierhof, der Wassermühle und der Filialkirche der hl. Katharina. Pfarrort war Sawersdorf. Bis zur Mitte des 19. Jahrhunderts blieb Tannenberg der Herrschaft Neutitschein untertänig.
Nach der Aufhebung der Patrimonialherrschaften bildete Tamovice / Tannendorf ab 1849 eine Ansiedlung der Stadt Štramberk im Gerichtsbezirk Neutitschein. Im Jahre 1927 brannte der Tannendorfer Meierhof nieder, er wurde nicht wieder aufgebaut. Nachdem 1935 in Sawersdorf die neue Kirche der hll. Kyrill und Method geweiht worden war, wurde die alte Tannendorfer Kirche, die zudem außerhalb des Gemeindegebiets lag, aufgegeben und dem Verfall überlassen. Nach dem Zweiten Weltkrieg wurde die Kirche der Pfarrei Štramberk zugewiesen. Nach einem Brand wurde die Mühle in der zweiten Hälfte des 20. Jahrhunderts ohne Mühlantrieb als Wohnhaus wiederaufgebaut. Die Kirche wurde 2011–2012 saniert.
Tamovice besteht heute aus der Kirche, der ehemaligen Mühle mit Teich sowie einer Ferienhüttenanlage.

## Sehenswürdigkeiten
- Gotische Kirche der hl. Katharina, sie wurde in der Mitte des 14. Jahrhunderts errichtet und gehört zu den ältesten Sakraldenkmälern der Region. Sie besitzt einen gotischen Triumphbogen, ein Maßwerkfenster, ein gebrochenes steinernes Seitenportal, ein steiles Holzschindeldach mit gezimmerten Türmchen und wird von einer hölzernen Galerie umgeben. Während der deutschen Besetzung diente die Kirche zum Ende des Zweiten Weltkrieges als Pferdestall. In den 1990er Jahren wurde die Kirche ausgeraubt. Von Historikern wurde ihre Entstehung auf den Übergang vom 14. zum 15. Jahrhundert datiert. In den Jahren 2011–2012 erfolgte eine Sanierung; dabei wurde festgestellt, dass das Dach über dem Chor zwischen 1440 und 1441 entstanden ist. Unter der Kirche wurde eine mittelalterliche Begräbnisstätte mit Skelettresten von 25 Erwachsenen und Kindern aufgefunden, von denen zehn bereits vor dem Bau der heutigen Kirche beigesetzt worden sind. Es wird vermutet, dass die Kirche auf romanischen Grundmauern errichtet wurde.
- Prosek-Kapelle am Kreuzweg von Nový Jičín nach Štramberk
- Brunnengewölbe des ehemaligen Meierhofes